# 句容水库
句容水库是中国江苏省镇江市句容市境内的一座水库，位于句容河上，建于1962年。水库正常库容为1202万立方米，集雨面积为46平方千米，海拔为26.5米。